# Puya dolichostrobila
Puya dolichostrobila là một loài thực vật có hoa trong họ Bromeliaceae. Loài này được Harms miêu tả khoa học đầu tiên năm 1928.